# Communauté de communes de la Région de Cossé-le-Vivien
Die Communauté de communes de la Région de Cossé-le-Vivien  ist ein ehemaliger französischer Gemeindeverband (Communauté de communes) im Département Mayenne und der Region Pays de la Loire. Er wurde am 1. Januar 1994 gegründet. 2015 fusionierte er mit der Communauté de communes du Pays du Craonnais und der Communauté de communes Saint-Aignan - Renazé und bildete den neuen Gemeindeverband Communauté de communes du Pays de Craon.

## Mitglieder
1. Astillé
2. La Chapelle-Craonnaise
3. Cosmes
4. Cossé-le-Vivien
5. Courbeveille
6. Cuillé
7. Gastines
8. Laubrières
9. Méral
10. Quelaines-Saint-Gault
11. Saint-Poix
12. Simplé

## Quelle
- Le SPLAF - (Website zur Bevölkerung und Verwaltungsgrenzen in Frankreich (frz.))